# Burg Hageln
Die Burg Hageln ist eine abgegangene Burg vermutlich westlich des Stockhofes bei Burghagel, einem heutigen Ortsteil der Gemeinde Bachhagel                   im Landkreis Dillingen an der Donau in Bayern.
Die Burg wurde 1145 mit den Herren von Hageln genannt. 1145 ist ein Ministeriale Konrat von Hagele mit Sitz im Ort überliefert. 1462 wurde die Burg zerstört und nicht wieder aufgebaut.	Bei Alle Burgen wird auch eine Zerstörung durch Steinbruch genannt. Von der nicht genau lokalisierbaren Burganlage ist nichts erhalten.